# هيلدا بيريز كارفاغال
هيلدا بيريز كارفاغال (بالإسبانية: Hilda Pérez Carvajal)‏ هي عالمة فنزويلية، ولدت في 11 مايو 1945 في كومانا في فنزويلا.